# 죽탱이를 돌려라!
죽탱이를 돌려라!(Kick Your Bottom!)는 한국에서 제작된 이성태 감독의 2003년 액션 영화이다. 민성주 등이 주연으로 출연하였다.

## 출연

### 주연
- 민성주
- 이윤호
- 정두홍

## 제작진
- 조명: 안준용
- 녹음: 우종기
- 미술: 이성진